# Potentilla glabra
Potentilla glabra là loài thực vật có hoa trong họ Hoa hồng. Loài này được Lodd. miêu tả khoa học đầu tiên năm 1824.